# Drusus plicatus
Drusus plicatus är en nattsländeart som beskrevs av Radovanovic 1942. Drusus plicatus ingår i släktet Drusus och familjen husmasknattsländor. Inga underarter finns listade i Catalogue of Life.